# Chaetomium cochliodes
Chaetomium cochliodes är en svampart som beskrevs av Palliser 1910. Chaetomium cochliodes ingår i släktet Chaetomium och familjen Chaetomiaceae.   Inga underarter finns listade i Catalogue of Life.